# HD 28780
HD 28780，又名BD+63 515，SAO 13196、HR 1440，是一颗恒星，视星等为5.94，位于銀經144.54，銀緯11.3，其B1900.0坐标为赤經4h 27m 1.5s，赤緯+64° 11.3′ 9″。